# Neria (film)
Pour plus de détails, voir Fiche technique et Distribution.
Neria est un film zimbabwéen réalisé par Godwin Mawuru et sorti en 1991. C'est un drame qui évoque la condition des femmes au Zimbabwe. 

## Synopsis
Le film se passe au Zimbabwe dans les années 1990. Lorsque le mari de Neria décède, cela lui vaut plus d'ennuis que de sympathie de la part de son entourage. Elle doit lutter âprement pour préserver sa ferme et tout ce qui faisait sa vie.

## Fiche technique
- Titre : Neria
- Réalisation : Godwin Mawuru
- Scénario : Tsitsi Dangarembga (histoire), Louise Riber (scénario)
- Musique : Oliver 'Tuku' Mtukudzi
- Direction de la photographie : John Riber
- Direction artistique : David Guwaza
- Montage : Louise Riber
- Production : John Riber, Louise Riber
- Studio de production : Media for Development International
- Pays :  Zimbabwe
- Langue : anglais
- Durée : 103 minutes (Australie)
- Date de sortie :  Zimbabwe : 1991

## Distribution
- Anthony Chinyanga : M. Chigwanzi
- Kubi Indi : Connie
- Dominic Kanaventi : Phineas
- Manyika Kangai : Shingi
- Sharon Malujlo : la touriste canadienne
- Claude Maredza : M. Machacha
- Emmanuel Mbrirmi : Patrick
- Oliver 'Tuku' Mtukudzi : Jethro ; le frère de Neria
- Jesese Mungoshi : Neria
- Violet Ndlovu : Ambuya
- Tsitsi Nyamukapa : Mavis

## Box office
À sa sortie, Neria devient le plus gros succès en salles du Zimbabwe.